# 生态学和进化方法
生态学和进化方法（英语：Methods in Ecology and Evolution ）是一个同行评审的科学期刊，专注于推进生态学和进化相关领域的新方法。创刊于2010年，是英国生态学会主办的第二年轻的期刊。该杂志仅提供在线发表。 根据2014年的期刊引证报告，该期刊在149部生态学期刊中排名第九。
该杂志在生态学和进化的所有领域发表方法学论文，包括统计和理论方法、系统学方法、以及野外工作方法。
除了发表研究论文，该期刊还鼓励出版补充材料，例如计算机代码，方法论教程和说明性视频。 编辑部定期制作播客，邀请一些作者更深入地探讨他们的论文。 